# 黑囊皮参
黑囊皮参（学名：Stolus buccalis）为沙鸡子科囊皮参属的动物。分布于红海、东非、阿拉伯以南、莫桑比克、马达加斯加、伊朗湾、孟加拉湾、印度尼西亚、澳大利亚、菲律宾、日本以及中国大陆的福建到北部湾沿岸、海南岛等地，主要栖息于低潮区附近的岩石或珊瑚礁下。该物种的模式产地在澳大利亚杰克逊港。